# غار نازودلاوو
غار نازودلاوو (گرجی: ნაზოდელავოს მღვიმე) یک غار در گرجستان است که در زوگدیدی واقع شده است.